# Márcio Azevedo
Márcio Gonzaga de Azevedo, mais conhecido como Márcio Azevedo (Guarabira, 5 de fevereiro de 1986), é um futebolista brasileiro que atua como lateral-esquerdo. Atualmente defende a Desportiva Guarabira.

## Carreira

### Juventude
Revelado pelo Juventude, chegou ao time profissional em 2004 onde foi campeão do interior, além de ser eleito o melhor lateral-esquerdo do Campeonato Gaúcho de 2007.

### Fortaleza
Foi emprestado ao Fortaleza em 2008, onde foi destaque do Campeonato Cearense e bicampeão com o Tricolor de Aço. Pelo Campeonato Brasileiro da Série B, destacou-se nas primeiras rodadas e transferiu-se para o Atlético Paranaense.

### Atlético-PR
Pelo clube rubro-negro, ganhou destaque na lateral e logo conquistou o Campeonato Paranaense de 2009. Em junho de 2010, teve uma lesão no joelho que o tirou dos gramados por cinco meses, mas não o atrapalhou em ser novamente um destaque do futebol nacional. O atleta só voltou a jogar nas últimas rodadas do Brasileirão. Em quase dois anos de clube, ele atuou em 97 jogos, com 38 vitórias, 23 empates, 36 derrotas e três gols marcados.

### Botafogo
Em 2011, acertou com o Botafogo. Fez sua primeira partida pelo clube em um amistoso contra o Democrata-MG, onde começou como titular e marcou um gol.
Em 2012, Márcio Azevedo iniciou o ano como titular pelo Botafogo no Campeonato Carioca, conquistando o 3° lugar de melhor lateral esquerdo por votação realizada pela Rede Globo. 

### Metalist Kharkiv
No dia 26 de fevereiro de 2013, acertou com o Metalist Kharkiv, da Ucrânia por um período de quatro anos.

### Shakhtar Donetsk

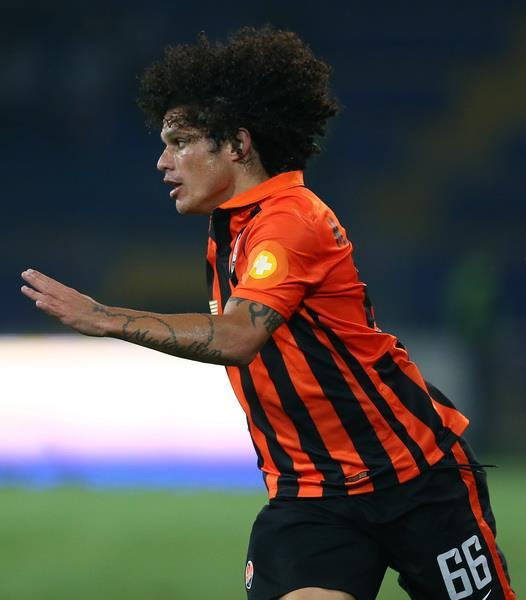
Márcio em jogo pelo Shakhtar em 2015.

Em 2014, foi para o Shakhtar Donetsk, também da Ucrânia, sendo 13° jogador brasileiro no time naquela temporada.

### Retorno ao Brasil
No dia 24 de julho de 2018, foi confirmado o retorno do jogador ao Brasil e ao Atlético-PR. No final do ano, sagrou-se campeão da Copa Sul-Americana pelo clube.

### ABC
Após um ano sem atuar profissionalmente depois do fim do seu vínculo com o Athletico Paranaense no fim de 2021, Márcio Azevedo acertou com o ABC em novembro de 2022 para a temporada de 2023.
Realizou sua estreia com a camisa do Mais Querido em janeiro de 2023, diante do Força e Luz, pelo Campeonato Potiguar. O alvinegro saiu vitorioso na partida com um placar elástico de 4 a 0.

### Desportiva Guarabira
Em 28 de maio de 2025, após dois anos sem atuar profissionalmente, o jogador acertou com a Desportiva Guarabira, time que disputa a segunda divisão do Campeonato Paraibano. O lateral vai acumular o cargo de atleta e também vai fazer parte da diretoria.

## Títulos
Athletico Paranaense
- Copa Sul-Americana: 2018 e 2021[11]
- Copa do Brasil: 2019
- Campeonato Paranaense: 2009 e 2020
- Levain Cup: 2019

PAOK
- Copa da Grécia: 2018

Shakhtar Donetsk
- Campeonato Ucraniano: 2016–17
- Copa da Ucrânia: 2016–17

Botafogo
- Taça Rio: 2012

Fortaleza
- Campeonato Cearense: 2007 e 2008

Juventude
- Campeonato do Interior Gaúcho: 2006 e 2007

### Prêmios individuais
- Melhor lateral-esquerdo do Campeonato Gaúcho: 2007